# Šabtaj Šeftl Horowitz
Šabtaj Šeftl Horowitz, též Šabtaj Horowitz starší, celým jménem Šabtaj Šeftl ben Akiva ha-Levi Horowitz (1565–1619) byl pražský židovský učenec a kabalista.

## Rodina
Narodil se jako syn Akivy Horowitze a působil především v Praze. Mezi Šabtajovy blízké příbuzné patřil Avraham Horowitz (Šabtajův děd nebo strýc), Avrahamův syn Ješaja Horowitz a vnuk Šabtaj Šeftl Horowitz mladší.

## Spisy
- Šefa tal  Komentář k Igeret ha-te'amim od Aharona Avrahama z Karitene a dalším kabalistickým knihám, Praha 1612, další vydání: Frankfurt am Main 1719.
- Nišmat Šabtaj ha-Levi kabalistická stať o přirozenosti duše, Praha 1616.

Zejména spis Šefa tal doporučuje k četbě ve své závěti Šabtaj Horowitz mladší.